# Martín Tejón
Martín Tejón (Villamarchante, Valencia, 12 de abril de 2004) es un futbolista español que juega en la demarcación de centrocampista en el C. S. Marítimo de la Segunda División de Portugal.

## Biografía
Tras formarse como futbolista en las filas inferiores del Valencia C. F., finalmente debutó con el segundo equipo el 28 de noviembre de 2021 contra el Athletic Club Torrellano, encuentro que finalizó con victoria por 2-0. El 17 de agosto de 2024 debutó con el primer equipo en un partido de Primera División de España contra el F. C. Barcelona, partido que acabó con un marcador de 1-2 a favor del conjunto catalán. Jugó otro seis encuentros con el primer equipo esa temporada y la siguiente se marchó al C. S. Marítimo portugués.

## Clubes
Actualizado al último partido disputado el 4 de mayo de 2025.
| Club              | País     | Año       | Partidos | Goles |
| ----------------- | -------- | --------- | -------- | ----- |
| Valencia Mestalla | España   | 2021-2025 | 85       | 8     |
| Valencia C. F.    | España   | 2024-2025 | 7        | 0     |
| C. S. Marítimo    | Portugal | 2025-     |          |       |